# 布拉赫巴赫
布拉赫巴赫是德国莱茵兰-普法尔茨州的一个市镇。总面积6.36平方公里，总人口2353人，其中男性1176人，女性1177人（2011年12月31日），人口密度370人/平方公里。